# Petardo

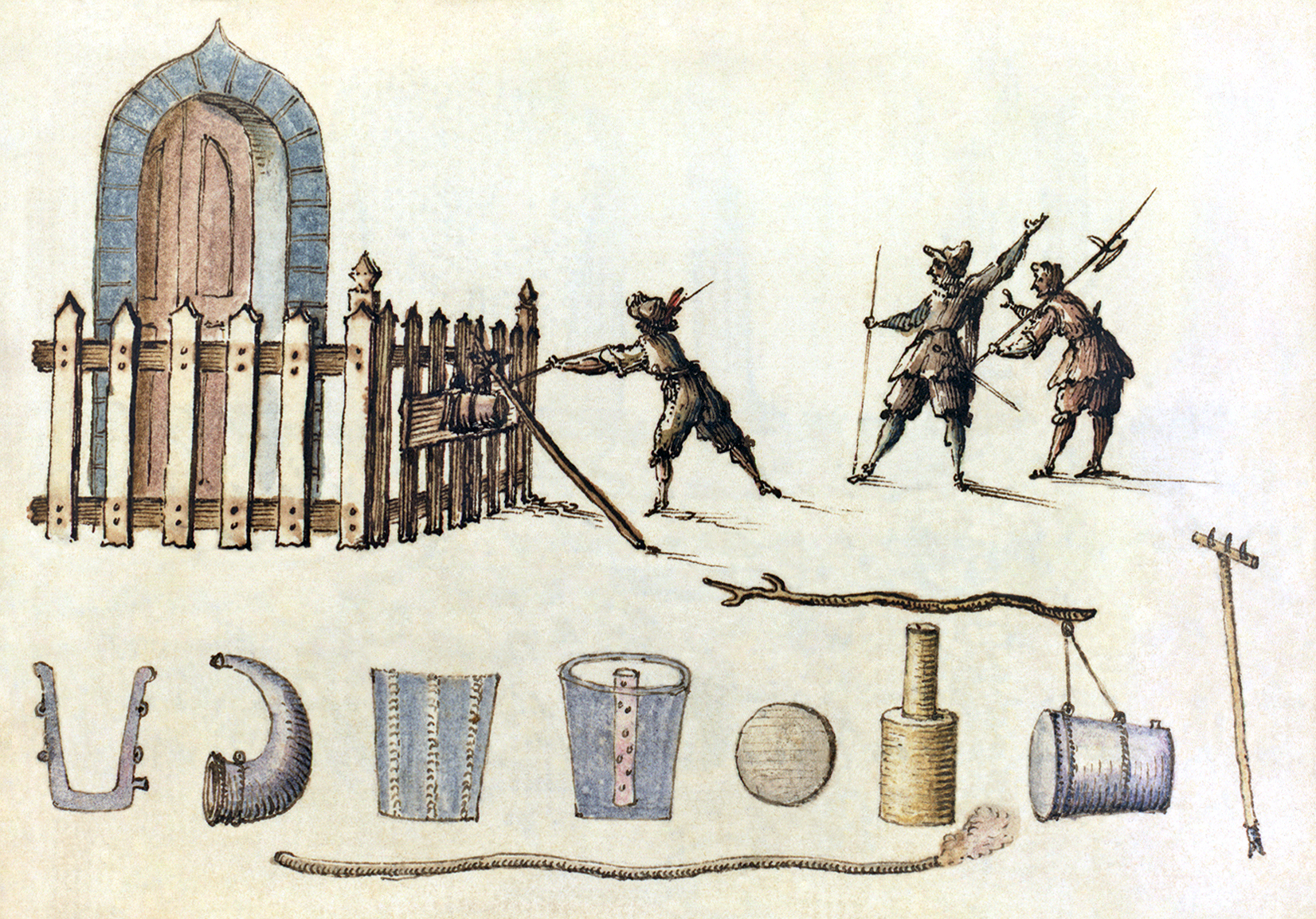
Petardo representado em um manuscrito do século XVII.

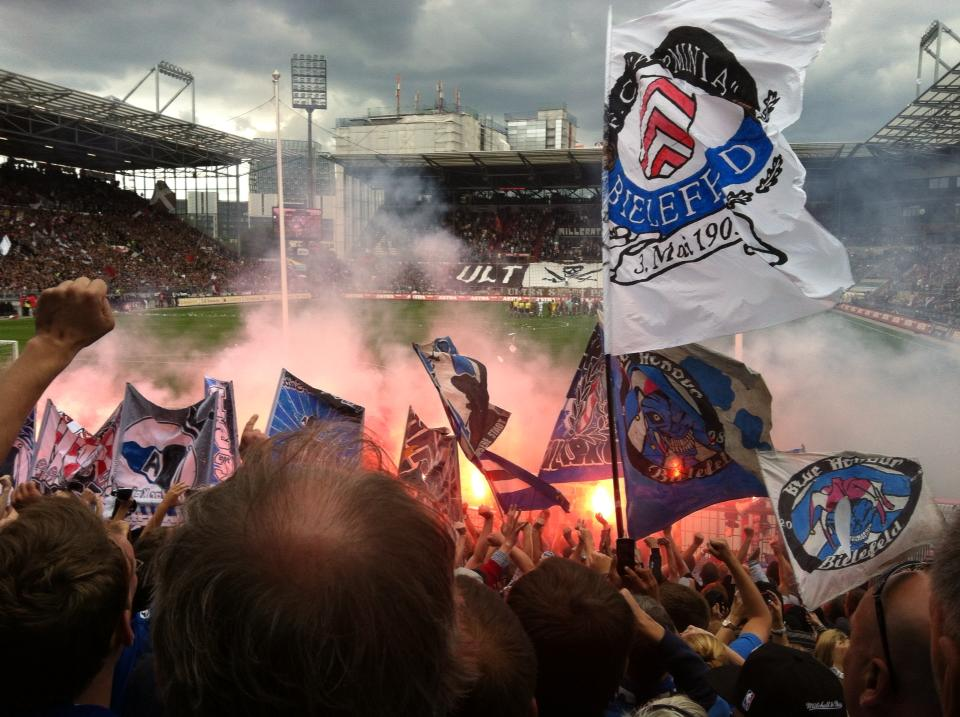
Disseminação de petardos num estádio de futebol.

Petardo é um objeto portátil utilizado para destruir algo com uma explosão, como uma espécie de bomba ou canhão.

## Etimologia
O primeiro registro do termo "petardo" data do período entre 1590 e 1600 do francês "péter", palavra derivada do termo "pét" que significava "romper o vento". Em tradução livre para o português, "pét" seria traduzido como "peido".
A palavra pode ter diversos significados em idiomas variados como no espanhol e no francês, onde a palavra petardo significa bombinha. Na lusofonia, petardo pode significar bombinhas, sinalizadores ou fogos de artifício (em países da África e em partes de Portugal), um chute ou golpe violento relacionado ao futebol (no Brasil) ou mesmo, pode ser uma gíria para flatulência (em Portugal).
O escritor William Shakespeare escreveu a frase "hoist with his own petard" (em tradução livre: "içado por seu próprio petardo") em sua obra Hamlet. A expressão significa literalmente um pétardier (como eram chamados os operadores de petardos no século XVII) se explodir com seu próprio petardo, ou uma pessoa ser vítima de seus próprios planos.
Sinalizadores manuais e pirotécnicos utilizados por torcidas de futebol dentro de estádios também podem ser chamados de petardos em alguns países europeus.